# Kate Gulbrandsen
Kate Gulbrandsen (Slemmestad, 6 de agosto de 1965) es una cantante noruega. En 1986 representó a Noruega en el Festival Yamaha Music celebrado en Tokio con la canción "Carnival". Ganó en 1987 el Melodi Grand Prix, por lo que representó a Noruega en el Festival de la Canción de Eurovisión 1987 con la canción "Mitt liv" (Mi vida), escrita por Rolf Løvland y Hanne Krogh. El Festival se celebró en Bruselas, donde acabó en 9.ª posición.
Kate intentó representar de nuevo a Noruega en 1989, cantando "Nærhet" en el Melodi Grand Prix, pero no consiguió ganar la preselección noruega. La canción fue regrabada por Gulbrandsen en 1991, con arreglos diferentes.
En 2004, tras más de diez años en los escenarios noruegos, Kate hizo una incursión en el country con dos temas que llegaron a la lista noruega de éxitos Norsktoppen. Una de ellas era una versión del tema de Dolly Parton "Jolene", que incluía en su álbum de 2005 "Vi to" (Nosotros dos). La versión de "Jolene" pasó 11 semanas en el Norsktoppen.
Actualmente vive en Finnskogen con su marido Jan Erik y su hija Sandra.

## Discografía
- The Beauty and the Beat (1987)
- Sol om natten (1991)
- Vi to (2005)